# Rick Rubin
Frederick Jay "Rick" Rubin (Long Beach, Nova Iorque, 10 de março de 1963) é um produtor musical estadunidense. Junto com The Beastie Boys, LL Cool J, Public Enemy e Run-D.M.C., Rubin ajudou a popularizar o hip hop.

## Lista de álbuns produzidos
- 1985: Radio – LL Cool J
- 1986: Licensed to Ill – Beastie Boys
- 1986: Raising Hell – Run-D.M.C.
- 1986: Reign in Blood – Slayer
- 1987: Electric – The Cult
- 1988: Danzig – Danzig
- 1988: Tougher Than Leather – Run-D.M.C.
- 1988: South of Heaven – Slayer
- 1988: The Great Adventures of Slick Rick – Slick Rick
- 1988: Masters of Reality – Masters of Reality
- 1989: Dice – Andrew Dice Clay
- 1989: Live Fast, Die Fast – Wolfsbane
- 1990: Same – Geto Boys
- 1990: Trouble – Trouble
- 1990: Danzig II: Lucifuge – Danzig
- 1990: Seasons in the Abyss – Slayer
- 1991: Nobody Said It Was Easy – The Four Horsemen
- 1991: Manic Frustration – Trouble
- 1991: Decade of Aggression – Slayer
- 1991: Blood Sugar Sex Magik – Red Hot Chili Peppers
- 1992: Danzig III: How the Gods Kill – Danzig
- 1992: King King – Red Devils
- 1993: Thrall: Demonsweatlive – Danzig
- 1993: Wandering Spirit – Mick Jagger
- 1993: 21st Century Jesus – Messiah
- 1994: Danzig 4 – Danzig
- 1994: American Recordings – Johnny Cash
- 1994: Divine Intervention – Slayer
- 1994: Wildflowers – Tom Petty
- 1995: One Hot Minute – Red Hot Chili Peppers
- 1995: Ballbreaker – AC/DC
- 1995: God Lives Underwater – God Lives Underwater
- 1995: Empty – God Lives Underwater
- 1996: Songs and Music from "She's the One" – Tom Petty and the Heartbreakers
- 1996: Unchained – Johnny Cash
- 1996: Undisputed Attitude – Slayer
- 1996: Sutras – Donovan
- 1998: "Let Me Give the World to You" - The Smashing Pumpkins (an unreleased song)
- 1998: VH1 Storytellers – Johnny Cash & Willie Nelson
- 1998: Diabolus in Musica – Slayer
- 1998: System of a Down – System of a Down
- 1998: Peasants, Pigs & Astronauts – Kula Shaker ("Sound of Drums")
- 1998: Chef Aid: The South Park Album – South Park
- 1999: Northern Star – Melanie C ("Suddenly Monday" and "Ga Ga")
- 1999: Californication – Red Hot Chili Peppers
- 1999: Echo – Tom Petty And The Heartbreakers
- 1999: Loud Rocks – V/A ("Shame" by System of a Down and Wu-Tang Clan, "Wu-Tang Clan Ain't Nothing Ta Fuck Wit" Tom Morello, Chad Smith and Wu-Tang Clan)
- 1999: The Globe Sessions - Sheryl Crow ("Sweet Child O' Mine")
- 2000: American III: Solitary Man – Johnny Cash
- 2000: Paloalto – Paloalto
- 2000: Renegades (álbum de Rage Against the Machine) – Rage Against the Machine
- 2001: Amethyst Rock Star – Saul Williams
- 2001: The War of Art – American Head Charge
- 2001: Breath of the Heart – Krishna Das
- 2001: The Final Studio Recordings – Nusrat Fateh Ali Khan
- 2001: Toxicity – System of a Down
- 2002: American IV: The Man Comes Around – Johnny Cash
- 2002: By the Way – Red Hot Chili Peppers
- 2002: Audioslave – Audioslave
- 2002: Steal This Album! – System of a Down
- 2003: Results May Vary – Limp Bizkit (with Terry Date and Jordan Schur)
- 2003: Unearthed – Johnny Cash
- 2003: Door of Faith – Krishna Das
- 2003: De-Loused in the Comatorium – The Mars Volta (with Omar Rodriguez-Lopez)
- 2003: The Black Album – Jay-Z ("99 Problems")
- 2003: Live at the Grand Olympic Auditorium – Rage Against the Machine
- 2003: Heroes and Villains – Paloalto
- 2004: Vol. 3: The Subliminal Verses – Slipknot
- 2004: Armed Love – The (International) Noise Conspiracy
- 2004: Crunk Juice – Lil' Jon and the East Side Boyz ("Stop Fuckin' Wit Me")
- 2005: Make Believe – Weezer
- 2005: Fijación Oral Vol. 1 – Shakira
- 2005: Oral Fixation Vol. 2 – Shakira
- 2005: Out of Exile – Audioslave
- 2005: Mezmerize – System of a Down
- 2005: Hypnotize – System of a Down
- 2005: 12 Songs – Neil Diamond
- 2006: Stadium Arcadium – Red Hot Chili Peppers
- 2006: Taking the Long Way – Dixie Chicks
- 2006: American V: A Hundred Highways – Johnny Cash
- 2006: FutureSex/LoveSounds – Justin Timberlake ("(Another Song) All Over Again")
- 2006: The Saints Are Coming – U2 and Green Day (single)
- 2006: Window in the Skies – U2 (single)
- 2007: Fixing Cities – The (International) Noise Conspiracy
- 2007: American VI – Johnny Cash
- 2007: Heroes and Thieves – Vanessa Carlton (com Irv Gotti, 7 Aurelius and Stephan Jenkins)
- 2007: Dancing for the Death of an Imaginary Enemy – Ours
- 2007: "Better Than I've Ever Been" - Kanye West, Nas, KRS-One (single)
- 2007: Rock and Roll Jesus – Kid Rock
- 2007: Change – Sugababes
- 2007: Minutes to Midnight – Linkin Park
- 2007: 99 Ways To Rock and Peace – Fukface
- 2008: Death Magnetic – Metallica
- 2008: Weezer (The Red Album) – Weezer
- 2008: untitled – Bob Dylan
- 2009: World Painted Blood – Slayer
- 2010: A Thousand Suns – Linkin Park
- 2011: I'm with You – Red Hot Chili Peppers
- 2012: Living Things – Linkin Park
- 2012: La Futura – ZZ Top
- 2013: 13 – Black Sabbath
- 2013: Yeezus – Kanye West
- 2013: The Marshall Mathers LP 2 – Eminem
- 2013: ARTPOP – Lady Gaga (Faixa "Dope")
- 2013: Shangri La – Jake Bugg
- 2014: X – Ed Sheeran
- 2014: My Favourite Faded Fantasy – Damien Rice
- 2014: Angus & Julia Stone – Angus & Julia Stone
- 2016: Perfect illusion – Lady Gaga
- 2016: The End (EP) – Black Sabbath
- 2017: Revival – Eminem
- 2018: Shiny and Oh So Bright, Vol. 1 / LP: No Past. No Future. No Sun. - The Smashing Pumpkins
- 2018: All my Shades of Blue - The Ruen Brothers
- 2020: The New Abnormal - The Strokes
- 2022: Unlimited Love - Red Hot Chili Peppers
- 2022: Return of the Dream Canteen - Red Hot Chili Peppers